# Вілямовиці
Вілямовиці (пол. Wilamowice, нім. Wilmesau) — місто в південній Польщі.
Належить до Бельського повіту Сілезького воєводства. Статус міста має з 1818 року.
У 1975—1998 роках Вілямовиці входили до складу Бельського воєводства.
До 1939 повсюдно була поширена вілямівська мова. Після  Другої світової війни владою робилися спроби придушення вілямовицької культури. Нині мова є рідною для приблизно 70 осіб, в основному немолодих.

## Демографія
Демографічна структура станом на 31 березня 2011 року:
|          | Загалом | Допрацездатний вік | Працездатний вік | Постпрацездатний вік |
| -------- | ------- | ------------------ | ---------------- | -------------------- |
| Чоловіки | 1463    | 319                | 976              | 168                  |
| Жінки    | 1495    | 279                | 882              | 334                  |
| Разом    | 2958    | 598                | 1858             | 502                  |

## Зображення

Вілямовіце
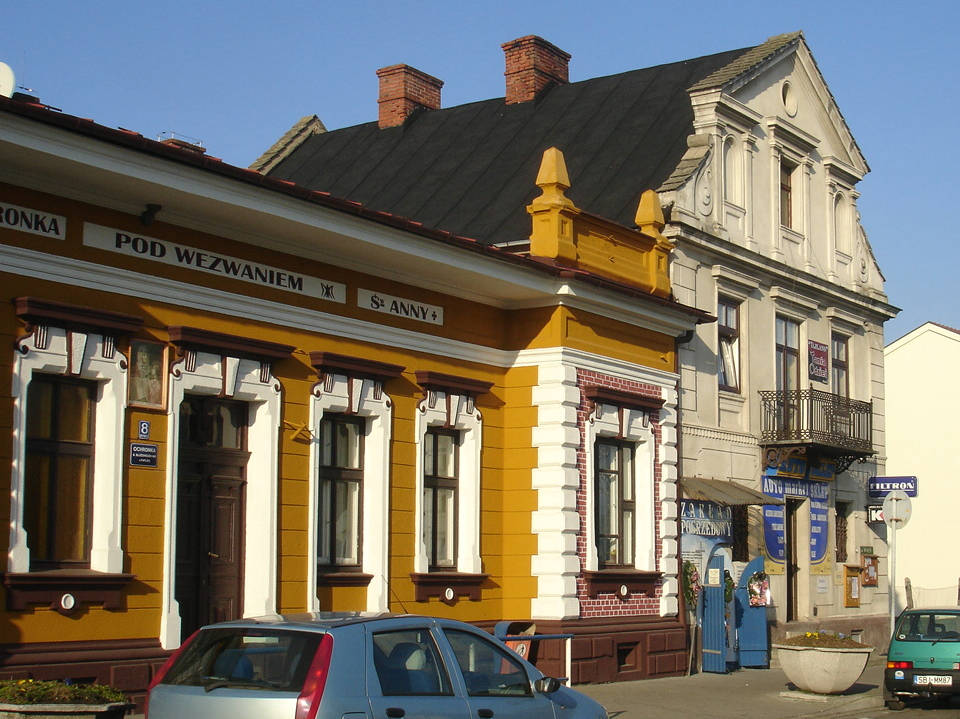
Громадські будівлі
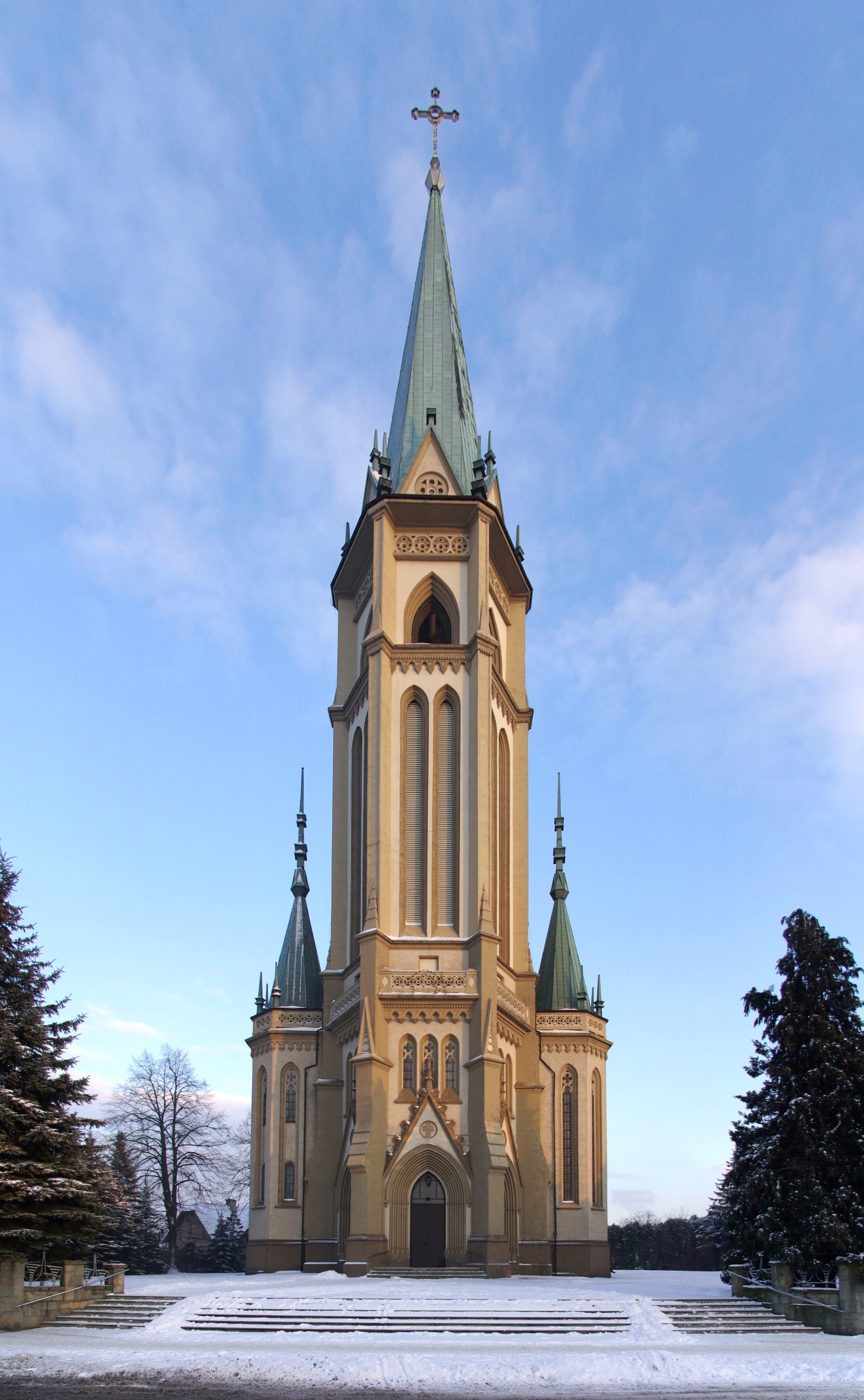
Парафіяльний костел у Вілямовицях
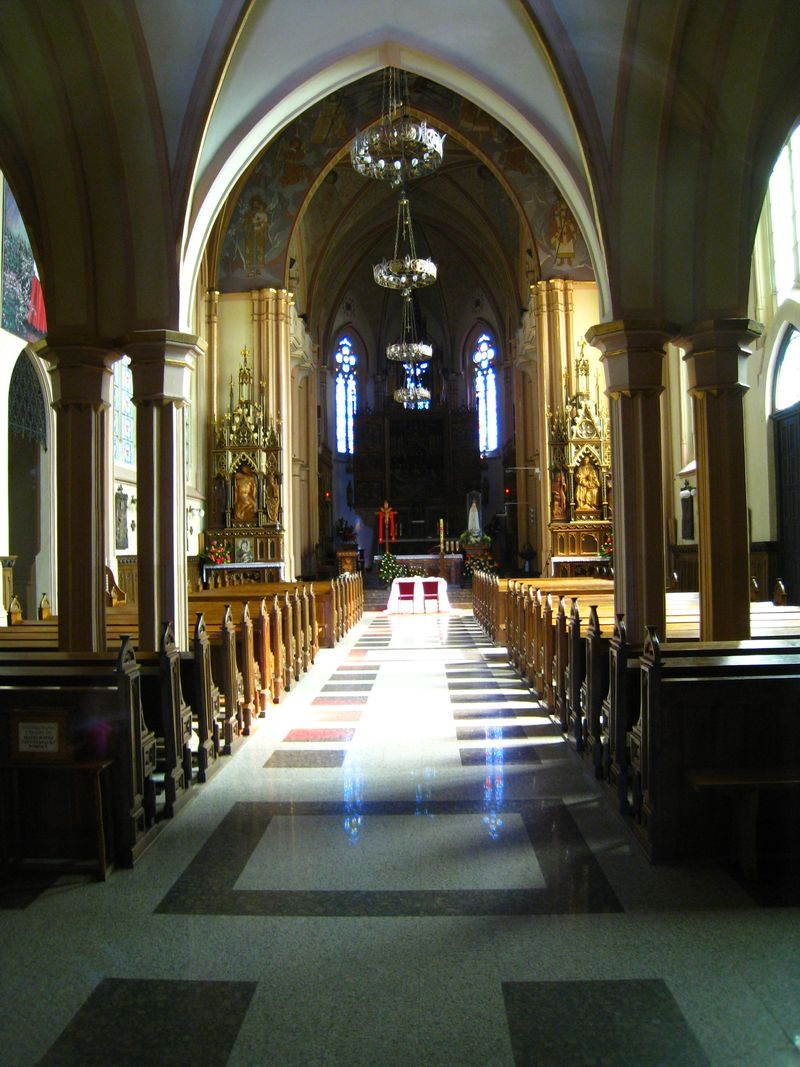
Інтер'єр костелу
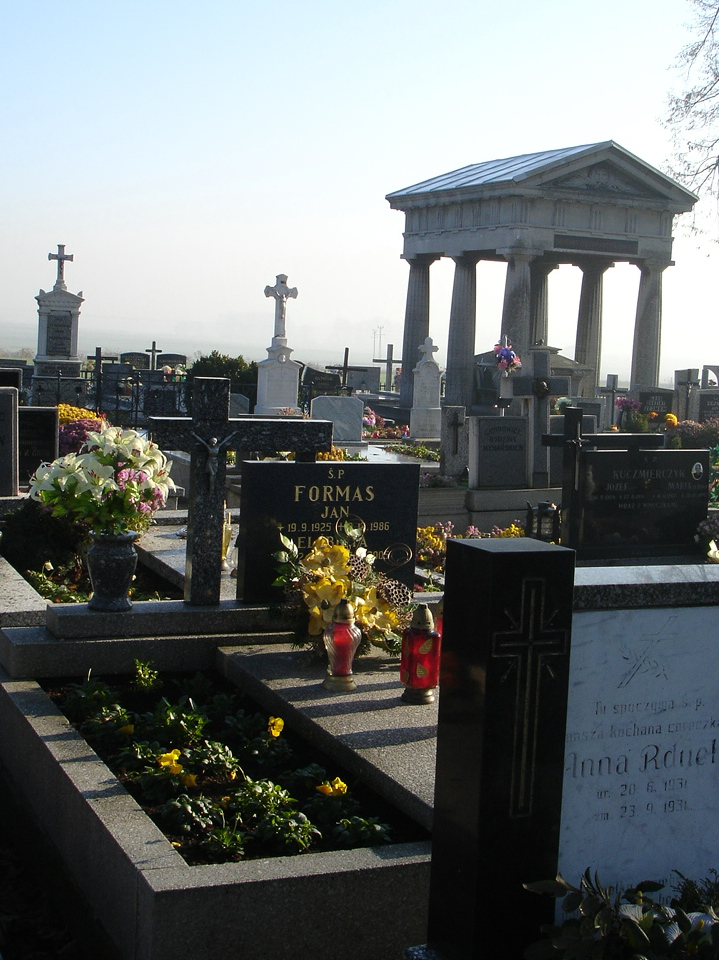
Цвинтар у Вілямовицях
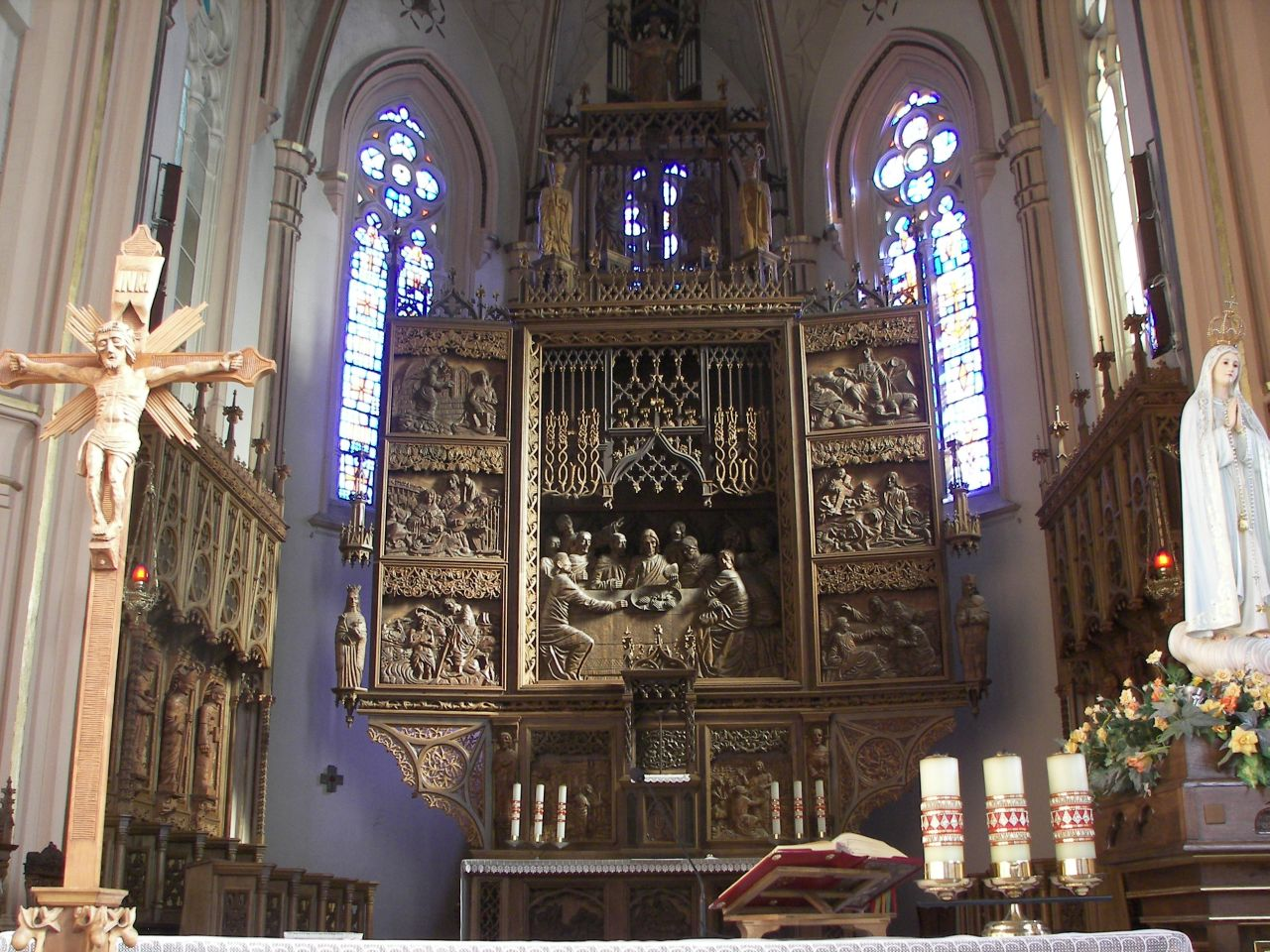
Вівтар у парафіяльному костелі, робота Казімежа Данека
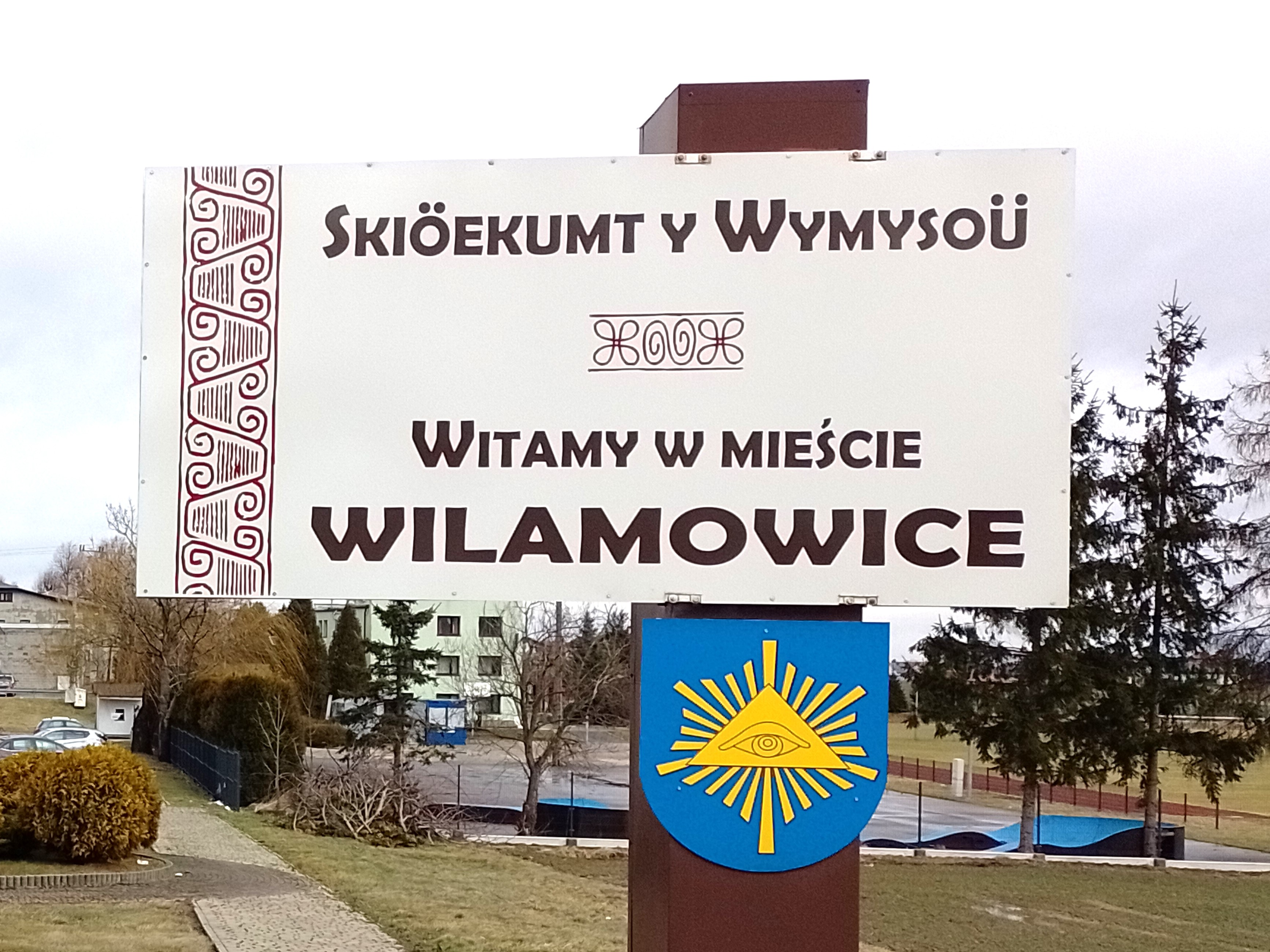
Привітання міста Вілямовиць